# Ohrili Hüseyin Pasha

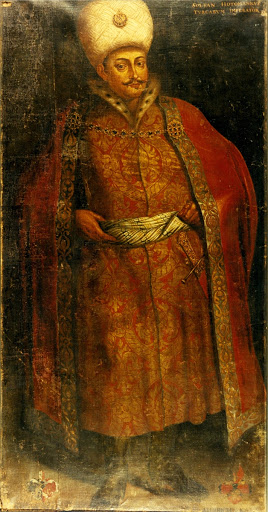
Pintura de Ohrili Hüseyin Pasha

Ohrili Hüseyin Pasha (falecido em 20 de maio de 1622) foi um nobre otomano, figura militar e estadista de origem albanesa. Ele foi grão-vizir do Império Otomano em 1621. Ele era da cidade de Ohrid (hoje na Macedônia do Norte).